# Gryllus zambezi
Gryllus zambezi är en insektsart som först beskrevs av Henri Saussure 1877.  Gryllus zambezi ingår i släktet Gryllus och familjen syrsor. Inga underarter finns listade i Catalogue of Life.